# غريغوري س. دافيسون
غريغوري س. دافيسون (بالإنجليزية: Gregory C. Davison)‏ هو ضابط أمريكي، ولد في 12 سبتمبر 1871 في جفرسون سيتي في الولايات المتحدة، وتوفي في 7 مايو 1935.